# Sinus petrosal inferior
Sinusurile petrosale inferioare sunt cele două sinusuri mici situate pe marginea inferioară a părții petroase a osului temporal, unul pe fiecare parte. Fiecare sinus petrosal inferior drenează sinusul cavernos către vena jugulară internă.

## Anatomie
Sinusul petrosal inferior este situat în şanțul petrosal inferior, format de joncțiunea părții petroase a osului temporal cu partea bazilară a osului occipital. Începe sub și în spatele sinusului cavernos și, trecând prin partea anterioară a foramenului jugular, se termină în bulbul superior al venei jugulare interne.

## Fiziologie
Sinusul petrosal inferior primește venele auditive interne și, de asemenea, venele din bulbul rahidian, puntea lui Varolio și sub suprafața cerebelului.

## Imagini suplimentare

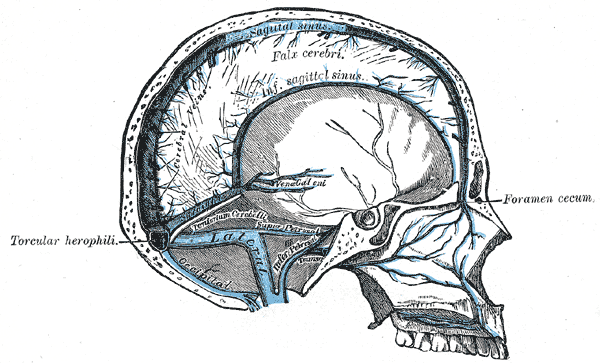
Secțiunea sagitală a craniului, care prezintă sinusurile durii.